# Захаров, Алексей Васильевич
Алексей Васильевич Захаров (1913 — 1995) — советский государственный деятель, дипломат. Чрезвычайный и полномочный посол.

## Биография
Член ВКП(б). Окончил Московский институт народного хозяйства (1939).
- В 1951—1953 годах — заместитель министра внешней торговли СССР.
- В 1953—1954 годах — постоянный представитель СССР в СЭВ.
- В 1954—1956 годах — заместитель представителя СССР в СЭВ.
- В 1956—1959 годах — заместитель министра иностранных дел СССР.
- С 4 февраля 1959 по 23 января 1965 года — чрезвычайный и полномочный посол СССР в Финляндии.
- В 1965—1967 годах — заведующий отделом Скандинавских стран МИД СССР.
- В 1967—1971 годах — заместитель постоянного представителя СССР в ООН.
- С 29 марта 1972 по 16 ноября 1976 года — чрезвычайный и полномочный посол СССР в Уганде.
- В 1976—1983 годах — на ответственной работе в центральном аппарате МИД СССР.